# アストリッド・オーロフスドッテル
アストリッド・オーロフスドッテル（スウェーデン語：Astrid Olofsdotter, ノルウェー語：Astrid Olavsdatter, ? - 1035年）は、ノルウェー王オーラヴ2世の王妃。

## 生涯
アストリッドはスウェーデン王オーロフ・シェートコヌングとオボトリート族出身の愛妾エドラの娘である。アーヌンド・ヤーコブの異母姉妹、エームンドの同母姉妹にあたる。アストリッドとエームンドは継母であるエストリッド王妃からまともに扱われず、里親に預けられたという。アストリッドは、ヴェステルイェートランドのエギルという人物のもとに送られた。
1016年、ノルウェーとスウェーデンの王家間の結婚同盟により、両国がより和平を築くこととなった。両国の貴族は、ノルウェー王オーラヴ2世とアストリッドの異母姉妹で嫡出の王女インゲゲルドとの結婚を実現させようとしたが、インゲゲルトはノヴゴロドとキエフの大公ヤロスラフ1世と結婚した。1019年、サルプスボルグにおいて代わりにアストリッドがノルウェー王オーラヴ2世と結婚した。アストリッドが父親の希望でインゲゲルトに代わりオーラヴ2世と結婚したとも、オーラヴ2世とスウェーデンのヤールであったラグンヴァルド・ウルフソンの協力により、父オーロフの意志に反して結婚が行われたともいわれている。
アストリッドとオーラヴ2世の間には1女ウルヴヒル（1020年 - 1070年）が生まれた。ウルヴヒルはザクセン公オルドルフと結婚した。また、アストリッドは夫オーラヴ2世の庶子マグヌス1世とは良好な関係を保った。1030年、夫オーラヴ2世が殺害され、アストリッドは未亡人となった。アストリッドはノルウェーを去ってスウェーデンに戻り、高い地位を保った。継子マグヌス1世が王位を主張するためノルウェーに向かう途中でシグトゥーナに立ち寄った際には、アストリッドはマグヌスを公式に支持し、スウェーデンにもそうするよう働きかけた。